# 赵天麟 (1886年)
赵天麟（1886年7月6日—1938年6月27日），字君达，天津人，中国教育家。曾担任国立北洋大学校长、开滦矿务总局协理。1931至1935年，曾任天津英租界工部局华人董事，耀华学校校长。
国立北洋大学（今天津大学）“实事求是”及耀华学校（今天津市耀华中学）“勤朴忠诚”的校训均由赵天麟任校长期间提出并沿用至今。

## 生平
1886年7月6日，出生于中国天津，曾先后就读于天津普通学堂（今天津三中）及北洋大學堂法律学门。1906年，作为北洋大学堂首批官费留学生入读美国哈佛大学法律系，1909年获法学博士学位并被授予哈佛大学金钥匙奖。
1912年，赵天麟回国任教于北洋大学，任政治经济学教员，1914年至1920年間任職国立北洋大学校长。掌校期间，提出了“实事求是”的校训并被沿用至今。
1915年，天津法租界当局计划侵占老西开地区，天津一批绅商发起成立天津维持国权国土会，由赵天麟担任副会长。1916年，在老西开事件中，赵天麟在抵制法国的运动中担任重要角色。五四运动后，当局令校方采取高压手段阻挠学生罢课，赵天麟愤而辞职。1920年，出任开滦矿务总局协理。
1931至1935年，天津英租界选举人大会选举赵天麟出任天津英租界工部局华人董事。
1934年，兼任耀华学校校长，提出了“勤朴忠诚”的校训并被沿用至今。1936年，天津中等学校举行首届会考，耀华中学高中毕业生总成绩和个人成绩均列第一名。
在天津被日军占领后，赵天麟曾抵制占领当局推行的“亲善”教育，拒绝日军武装入校参观。

## 遇害逝世
1938年6月27日清晨，时任英租界工部局董事兼耀华学校校长的赵天麟被两名华人骑自行车就近射击而身亡，凶手2人被警捕袭击枪伤而被捕。
闻讯赶来的天津英租界工部局巡捕将两名枪匪及受伤的刘宝山一同送到马大夫医院。两名刺客经过包扎处理后被押送到英工部局巡捕房。刘宝山失血过多，经其兄弟输血，医院全力抢救而脱险，一月后痊愈。
两名刺客专由英籍人士罗伯森和李汉元秘密审讯。经审讯，刺客为日本暗杀团成员魏文汉和何绍洲，受日军上尉中泽及其助手李殿臣的派遣而来，开枪刺杀赵天麟的是李殿臣的外甥何绍洲。
天津英租界当局深知如将二犯移送到日本当局控制的法院后，日方定会将嫌犯释放，因此决定将刺客暂时羁押于英工部局警务处。但几天后，何绍洲却因伤势恶化导致肺感染死亡。国民政府当局要求英工部局立即将刺客移交审理。英方同意，将刺客魏文汉先用英轮解送香港，再转道移交给国民政府处置。

## 纪念

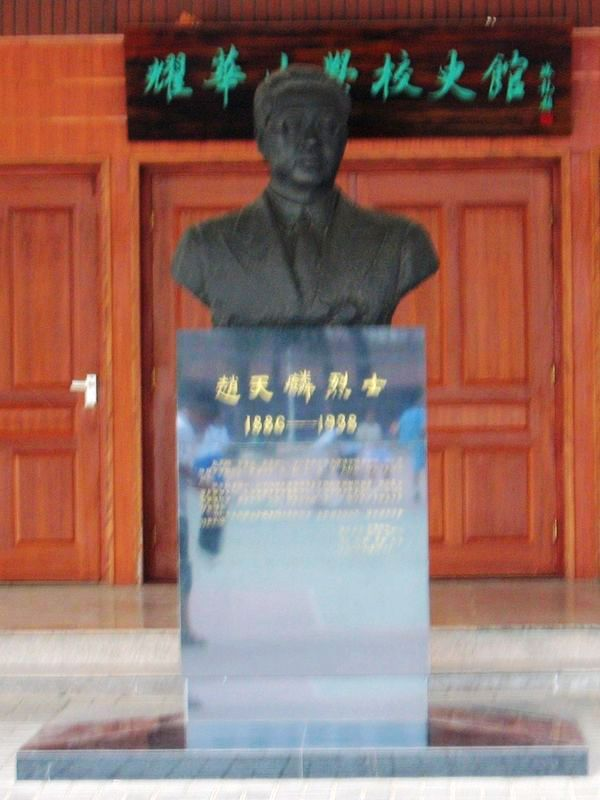
耀华中学的赵天麟烈士像

赵天麟遇害后，国民政府也以国民政府令的方式对赵天麟予以褒奖：
|                                    | 天津私立耀华中学校长赵天麟，于寇侵津市以后，尽量招纳学子，勗以奋斗图存，务伸正义，固我国本。嗣因敌方记恨，百端阻挠，终不为屈，竟遭狙击殒命。热忱亮节，殊堪嘉尚。 |
| ——褒恤天津私立耀华中学校长赵天麟令 | |

耀华学校师生及社会各界人士为赵天麟举行悼念活动，以抗议日本人的暴行。
1948年6月，在赵天麟校长牺牲10周年之际，耀华中学决定将学校图书馆定名为“君达堂”以示纪念前校长赵天麟烈士。
1992年2月24日，经国家民政部批准，追认赵天麟校长为革命烈士。1995年10月，天津市耀华中学在校园内为其敬立铜像，以资纪念。
2008年6月12日，由天津大学、耀华中学、天津三中共同举办的纪念爱国教育家赵天麟牺牲七十周年座谈会在天津大学举行。

## 家庭
赵天麟儿子赵寿民，曾参加日军天津受降仪式。